# Oscar Blansaer
Oscar Silvanus Blansaer (Gent, 13 november 1890 - aldaar, 23 juni 1962) was een Belgische atleet, die gespecialiseerd was in de lange afstand. Hij nam eenmaal deel aan de Olympische Spelen.

## Biografie
Blansaer nam in 1920 deel aan de Olympische Spelen in Antwerpen. Hij werd vierendertigste op de marathon.
Blansaer was aangesloten bij Sporting Club Gantois, Sporting Club Eendracht en AA Gent.

## Persoonlijk record
| Onderdeel | Prestatie | Datum            | Plaats    |
| --------- | --------- | ---------------- | --------- |
| marathon  | 3:20.00   | 22 augustus 1920 | Antwerpen |

## Palmares

### 5000 m
- 1912:  kamp. van Vlaanderen[1]

### veldlopen
- 1912: 4e kamp. van Vlaanderen[2]

### marathon
- 1920: 34e OS in Antwerpen - 3:20.00